# Paolo Andreolli
Paolo Andreolli, S.X. (Noventa Vicentina, 16 de dezembro de 1972) é um prelado italiano da Igreja Católica com atuação no Brasil, atual bispo auxiliar de Belém do Pará.

## Biografia
Nascido em 16 de dezembro de 1972, em Noventa Vicentina, na Itália, iniciou seus estudos no ensino médio no Seminário Xaveriano, em Vicenza (Itália), em 1985, e completou seus estudos de Filosofia e Teologia no Seminário Episcopal de Reggio Emilia. Fez os primeiros votos em 21 de agosto de 1994 e em 5 de março de 2000 fez a profissão perpétua na Pia Sociedade de São Francisco Xavier para as Missões Estrangeiras.
Foi ordenado padre em 17 de setembro de 2000.
Foi animador missionário e vocacional em Desio (2000-2007), e depois foi vigário paroquial de São Félix do Xingu no Brasil entre 2007 e 2017, de Nossa Senhora Aparecida de Tucumã e posteriormente pároco desta última (2013-2017). Depois, entre 2017 e 2023, foi vigário paroquial em São Francisco Xavier e promotor vocacional dos Xaverianos em Belém.
Em 1 de fevereiro de 2023, o Papa Francisco o nomeou como bispo auxiliar de Belém do Pará, concedendo o título de bispo titular de Altava. Foi consagrado em 15 de abril do mesmo ano, na Catedral Metropolitana de Belém pelo arcebispo de Belém do Pará, Dom Alberto Taveira Corrêa, coadjuvado por Dom Bernardo Johannes Bahlmann, O.F.M., bispo de Óbidos e por Dom Adolfo Zon Pereira, S.X., bispo de Alto Solimões.